# Exeniotis collaris
Exeniotis collaris es una especie de coleóptero de la familia Zopheridae.

## Distribución geográfica
Habita en Brasil.